# Neopanax colensoi
Neopanax colensoi là một loài thực vật có hoa trong Họ Cuồng cuồng. Loài này được (Hook.f.) Allan mô tả khoa học đầu tiên năm 1961.